# 陶器千塚古墳群
陶器千塚古墳群（とうきせんづかこふんぐん）は、大阪府堺市中区東山、陶器北、平井に分布する古墳時代後期の群集墳である。現在ではその多くは消滅している。	

## 概要
陶器千塚古墳群は明治時代に開墾によって相当数が破壊されている。それでも昭和20年代（1945年～1954年）には小型の前方後円墳を含む35基が現存し、その大部分は円墳であった。木棺直葬の葬方をとり、ツキ塚のように2棺が併置きされたものもあった。出土遺物には、小型銅鏡、玉類、鉄刀、須恵器、土師器などがあり、一基には馬具を副葬していた。また、須恵器の蓋付の坏の中にカヤの実を入れた例があった。この古墳群は、古墳時代後期初頭から形成が始まり、後期後半に形成を終えているようである。なお陶器千塚にはカマド塚と命名された火葬古墳がある。窯形木心粘土槨とでも呼ぶべき埋葬施設を築き、この内部で遺体を火葬にし、その後火葬にした骨を動かすことなく、墳丘を築いたもので、6世紀末から7世紀初頭の時期のもののようである。カマド塚と言う名称は陶器千塚のこの火葬古墳の固有名称としてつけられものであるが、その後、この種の類例に一般化して使われるようになったものである。陶器千塚は、火葬という改新的葬方が、日本列島においてひときわ早く出現したところであり、ここにこの古墳群を築いた集団の特色がうかがえるようである。